# Yákov Cherevichenko
Yákov Timoféyevich Cherevichenko (en ruso: Яков Тимофеевич Черевиченко; 12 de octubre de 1894 - 4 de julio de 1976) fue un general y líder militar del Ejército Rojo durante la Segunda Guerra Mundial. En 1940, obtuvo el rango de Teniente General y participó en la campaña de Besarabia.
Cherevichenko fue galardonado con dos Órdenes de Lenin, la Orden de la Revolución de Octubre, cuatro Órdenes de la Bandera Roja, una Orden de Kutuzov de 1ª Clase, una Orden de Suvorov de 2ª Clase y la Orden de la Estrella Roja.